# 2. årtusinde f.Kr.
Årtusinder: 3. årtusinde f.Kr. – 2. årtusinde f.Kr. – 1. årtusinde f.Kr.

## Begivenheder
- Bronzen nåede til Danmark ca 1700 f.Kr. og stenalderen ophørte. Mange kulturtræk fortsatte imidlertid langt op i bronzealderen, såsom jordfæstelse i gravhøje. Stenredskaberne fortsatte, fordi de var billige, frem til den ældste jernalder.

## Dødsfald
- Ca. 1750 f.Kr. – Hammurabi
- Ca. 1300 f.Kr. – Egtvedpigen